# 東京オンリーピック
『東京オンリーピック』 (Tokyo Only Pictures 2008) は、日本のオムニバス映画。15組の監督による架空のスポーツ競技を描いたオムニバス作品。

## 概要
企画・総監督は『スキージャンプ・ペア』の真島理一郎。
ヴァーチャルスポーツ競技大会として、2008年8月北京オリンピックの期間中に新宿バルト9にて期間限定で公開された。
ONLYPICは「Only」＋「Pictures」(映像）の略。

## 紹介（各作品）
- 『開会式』　Opening Ceremony ／ 『男子親離れ』　Independence Men ／ 『男女ペアマラソン』 Marathon Pairs  ／ 『閉会式』　Closing Ceremony
監督：真島理一郎

- 『開会式』では江頭2:50が大会曲のプリンシパルダンサー役、中川翔子がキャンドル（聖火）ランナー、真島理一郎会長が開会宣言にて登場。

- 『男子親離れ』の元はハンマー投げ。投げられる側も人間であり、家族関係だった母から離れた時の距離を競う。投げた直後にはマザーコールを発するのも特徴。この競技での金メダリストはリボル・ヘリス（チェコ）。椰子田実（日本）は投げた直後フィールド内に出てしまったため失格。

| 競技種目   | 金             | 金        | 銀               | 銀     | 銅                   | 銅     |
| ---------- | -------------- | --------- | ---------------- | ------ | -------------------- | ------ |
| 男子親離れ | リボル・ヘリス | 84.51m WR | オジエル・ノザキ | 81.31m | タイラー・アーサーズ | 80.54m |

- 『男女ペアマラソン』 の金メダリストは山田晃/香織ペア（日本）。最終直線では『男子親離れ』譲りのハンマー投げで他のペアを退けての優勝となった。

- 『女子ヘルマラソン』　Hellmarathon Women
監督：水野貴信（神風動画）
陸上競技の一種。選手によって集められたヘルランナーが地獄の道を駆け抜け、地上へと続く連絡口から各選手に憑依し、10Mという短距離のゴールを目指す。この競技での金メダリストはンバ・ムデレバ（ベナン共和国）。カエルのしぐさのため一度はコースを外れ、恐山シゲのひ孫・恐山ハナコ（日本）が先着したかに見えたが、リプレイ映像でムデレバが先着しているのが確認されて順位が覆り、世界新記録での優勝となった。

| 競技種目         | 金             | 金           | 銀         | 銀         | 銅                   | 銅         |
| ---------------- | -------------- | ------------ | ---------- | ---------- | -------------------- | ---------- |
| 女子ヘルマラソン | ンバ・ムデレバ | 6:18:21.12WR | 恐山ハナコ | 6:18:21.20 | アリソン・バーバネラ | 6:18:22.13 |

- 『ラブレース』　The Race for Love
監督：ビル・プリンプトン（Bill Plympton）（アメリカ）
陸上競技の一種。通常と異なるのは優勝者に恋人がいる点。この競技での金メダリストはコウベ・ラバー・コバヤシ（日本）。オリバー（フランス）とマートン（カナダ）による三つ巴の接戦は写真判定にもつれるまでになった。

| 競技種目   | 金                       | 銀                                  | 銅                             |
| ---------- | ------------------------ | ----------------------------------- | ------------------------------ |
| ラブレース | コウベ・ラバー・コバヤシ | セージ・ル ロマンティック・オリバー | ウィル・ホーンドッグ・マートン |

- 『ブランカー』　Brancer
監督：筧昌也
靴とブランコを使った競技。靴を飛ばした時の飛距離を競う。杉並区の善福寺川公園で行われた。この競技での金メダリストは林田勝也（日本）。競技終了間際に突如参戦するやいなや渾身の地球一周という大記録を叩き出した。

| 競技種目   | 金       | 金       | 銀         | 銀       | 銅                     | 銅     |
| ---------- | -------- | -------- | ---------- | -------- | ---------------------- | ------ |
| ブランカー | 林田勝也 | 地球一周 | さいとう武 | 223m54cm | ヨハン・クライファート | 6m70cm |

- 『バカ近代四種』　The Baka Modern Tetrathlon
監督：五月女ケイ子×細川徹
50Mメートル走、チェス、馬術、風呂の4競技の合計で一番バカなのかを競う。この競技での金メダリストは篠崎真琴（日本）。

| 競技種目     | 金       | 銀                                       | 銅       |
| ------------ | -------- | ---------------------------------------- | -------- |
| バカ近代四種 | 篠崎真琴 | ギョーム・シャシャリーノ・アントニオーニ | 安倍一郎 |

- 『ホームアスロン』　Homeathlon
監督：児玉徹郎
元はトライアスロン競技。結果は最終的に一家だんらんのためノーコンテストとなった。

- 『和卓球』　Watakkyu
監督：AC部
卓球を和風に見立てた日本発祥の競技。単にラリーを競うだけではなく、どの選手がいかに雅らしさを演出してるかが問われ、合計額により勝者が決定。一説ではフランスがこの競技を得意としており、金メダリストとなったエフェール・タワールを含め上位5選手はフランス代表が独占した。

| 競技種目 | 金                   | 金     | 銀           | 銀     | 銅               | 銅     |
| -------- | -------------------- | ------ | ------------ | ------ | ---------------- | ------ |
| 和卓球   | エフェール・タワール | 83万円 | ガイ・セモン | 52万円 | アラン・ドゥイヌ | 44万円 |

- 『アニマルリフティング』　Animal Lifting
監督：リチャード・フェンウィック（Richard Fenwick）（イギリス）
動物を使ったウエイトリフティング競技。この競技での金メダリストはニコライ・ジャンソン（ラトビア）。5020キロという最重量のゾウを持ち上げ、世界新記録での優勝。山本源吾（日本）はグリズリーを持ち上げての銅メダルとなった。

| 競技種目             | 金                   | 金        | 銀                     | 銀      | 銅       | 銅    |
| -------------------- | -------------------- | --------- | ---------------------- | ------- | -------- | ----- |
| アニマルリフティング | ニコライ・ジャンソン | 5,020kgWR | ファッディ・ミシェルカ | 1,150kg | 山本源吾 | 735kg |

- 『男子鉄球玉入れ』　Ironball Throwing Men
監督：中野裕之
鉄球を使った玉入れ競技。通常のものとは異なり負傷のリスクを伴うため注意が必要。この競技での金メダリストはブラジル代表。

| 競技種目       | 金       | 銀       | 銅       |
| -------------- | -------- | -------- | -------- |
| 男子鉄球玉入れ | ブラジル | イギリス | イタリア |

- 『早打ち携帯-1000文字級-』　1000 Characters SMSing
監督：イグナシオ・フェレーラス（Ignacio Ferreras）（スペイン）
北欧が発祥の携帯を使ったタイピング競技。既定の文字数をいかに早く打てるかを競う。1000文字級の決勝戦では4選手が途中棄権、2選手が失格という結果に終わり、文字数の多さで最終的な金メダリストはイアン・ドイル（イギリス）。

| 競技種目               | 金             | 銀                   | 銅             |
| ---------------------- | -------------- | -------------------- | -------------- |
| 早打ち携帯-1000文字級- | イアン・ドイル | ラスマス・ジェンセン | チャオ・ウェイ |

- 『サムライコール』　Samurai Call
監督：古屋雄作
発声が"サムライ"だけという一風変わったパフォーマンス競技。埼玉県の埼玉県立武道館で行われた。この競技での金メダリストは沢村英樹（日本）。沢村はこの競技で8連覇という大偉業を達成。

| 競技種目       | 金       | 銀                   | 銅                   |
| -------------- | -------- | -------------------- | -------------------- |
| サムライコール | 沢村英樹 | エルリオ・トンプソン | ディヴィット・ジョー |

- 『男子ヒューマニズム』　Humanism Men
監督：真島理一郎×澤田裕太郎
元はボウリングで、約300年という沈黙を経て復活した競技。投げる側と守る側に分かれ、投げるものは自由。ボウリングと同様に合計点で争う。日本は決勝戦でアメリカと名勝負をしたが終盤で暴走行為を起こしアメリカもろとも失格。最終的な金メダリストはケニア代表。

| 競技種目           | 金     | 銀   | 銅     |
| ------------------ | ------ | ---- | ------ |
| 男子ヒューマニズム | ケニア | 韓国 | ドイツ |

- 『巨大相撲』　Giant Sumo
監督：中尾浩之（P.I.C.S.)
ロボを使った大相撲。決勝戦の南華麗（インド）と寿司錦（日本）の取組は大手回しからの上手投げで寿司錦が逆転し金メダリストとなった。

| 競技種目 | 金     | 銀     | 銅     |
| -------- | ------ | ------ | ------ |
| 巨大相撲 | 寿司錦 | 南華麗 | 星条騎 |

## 関連競技
- 『女子シンギング -アイドル級決勝-』
監督：池田圭太×真島理一郎　出演：中川翔子　茂木淳一　加藤歩（ザブングル）
公式テーマソング、中川翔子「Shiny GATE」のPV作品

- 『男子陸上水泳自由形 with C1000レモンウォーター』
監督：渡辺誠之
タイアップ競技としてweb公開

| 競技種目                                      | 金                 | 金      | 銀                 | 銀      | 銅           | 銅      |
| --------------------------------------------- | ------------------ | ------- | ------------------ | ------- | ------------ | ------- |
| 男子陸上水泳自由形 with C1000レモンウォーター | シイナ・センタロウ | 1:50:37 | レモン・スカッシュ | 1:51:15 | レモ・ネード | 1:51:98 |

- 『卓球ラリー』
監督：菅原由紀子
競技募集コンテストのグランプリ作品（DVD収録）

## その他
- 『ドーピング自由形』
監督：谷口崇
- オンリーピックドキュメント『ロッカールーム』 
監督：江口カン（Koo-Ki）

## キャスト・スタッフ
キャスト
- 茂木淳一（大会ナビゲーター　スタジオパート出演）
- 中川翔子（スタジオパート、開会式、ゲスト出演／大会テーマソング）
- 江頭2:50（開会式 プリンシパルダンサー役）
- 設楽統／日村勇紀（バナナマン）Nana（MAX）　（『ロッカールーム』主演）

声の出演
龍田直樹、土井美加、小松史法、中島絵美、斉藤千恵子、安達貴英、田中晶子、久行敬子、小宮山絵理、佐藤美一、武藤正史、永田昌康、斉木しげる、温水洋一
スタッフ
- 総監督：真島理一郎
- 企画：IDIOTS、ファンワークス
- エグゼクティブプロデューサー：島本雄二、竹田秀一、川村明廣、三浦理高、及川武、夏目公一朗、豊島雅郎、瀬端文雄、星野晃志、杉山知之、高山晃
- 総合プロデューサー：亀田卓、稲葉瑞恵、上田晃、中村富夫、小野昌司、竹中幸平、小野幹雄、平田樹彦、樫元孝尚、長澤千秋、紙谷零
- 音響監督：鶴岡陽太
- 音響制作：楽音舎
- 音響制作担当：杉山好美
- アートディレクター：田中秀幸（フレイムグラフィックス）
- 技術協力：ナイス・デー
- スタジオパート協力：イエロースタジオ
- 制作プロダクション／プロジェクト運営事務局：ファンワークス
- 国際オンリーピック委員会（代表）：真島理一郎、水野貴信、ビル・プリンプトン（アメリカ）、筧昌也、五月女ケイ子、細川徹、児玉徹郎、AC部、リチャード・フェンウィック（イギリス）、谷口崇、江口カン（Koo-Ki）、中野裕之、イグナシオ・フェレーラス（スペイン）、古屋雄作、澤田裕太郎、中尾浩之（P.I.C.S.)、菅原由紀子
- 東京オンリーピック連盟(製作委員会)メンバー：アスミック・エース、アドネスエンターテイメント、キネマ旬報社、ジェネオン・ユニバーサル・エンターテイメントジャパン、ソニー・ミュージックエンタテインメント、中央映画貿易、デジタルハリウッド、電通、フェイス、フロンティアワークス、ファンワークス
- 配給：アスミック・エース

## 主題歌・挿入歌
- 「Shiny GATE」（大会公式テーマソング）　作詞：Shihomi、渡辺和範　／　作曲：渡辺和範　／　編曲：nishi-ken　／　歌：中川翔子
- 「自由なる君へ」（大会歌）　作詞：真島理一郎　／　作曲：佐藤希久生
- 「ドーピング賛歌」　作詞・作曲・歌：谷口崇　／　編曲：日本貴大輔
- 「金ちゃんのバラッド」　作詞：飯田具延　／　作曲・編曲：飯田具延、松尾謙二郎、YAMA6　／　歌：ジャスティン小川　／　ギター演奏：コースケ